# Norala
Norala est une localité de la province de Cotabato du Sud, aux Philippines. En 2015, elle compte 46 642 habitants.